# Crainvilliers
Crainvilliers – miejscowość i gmina we Francji, w regionie Grand Est, w departamencie Wogezy.
Według danych na rok 1990 gminę zamieszkiwało 241 osób, a gęstość zaludnienia wynosiła 23 osób/km² (wśród 2335 gmin Lotaryngii Crainvilliers plasuje się na 806. miejscu pod względem liczby ludności, natomiast pod względem powierzchni na miejscu 571.).